# Hiéroglyphe égyptien O4

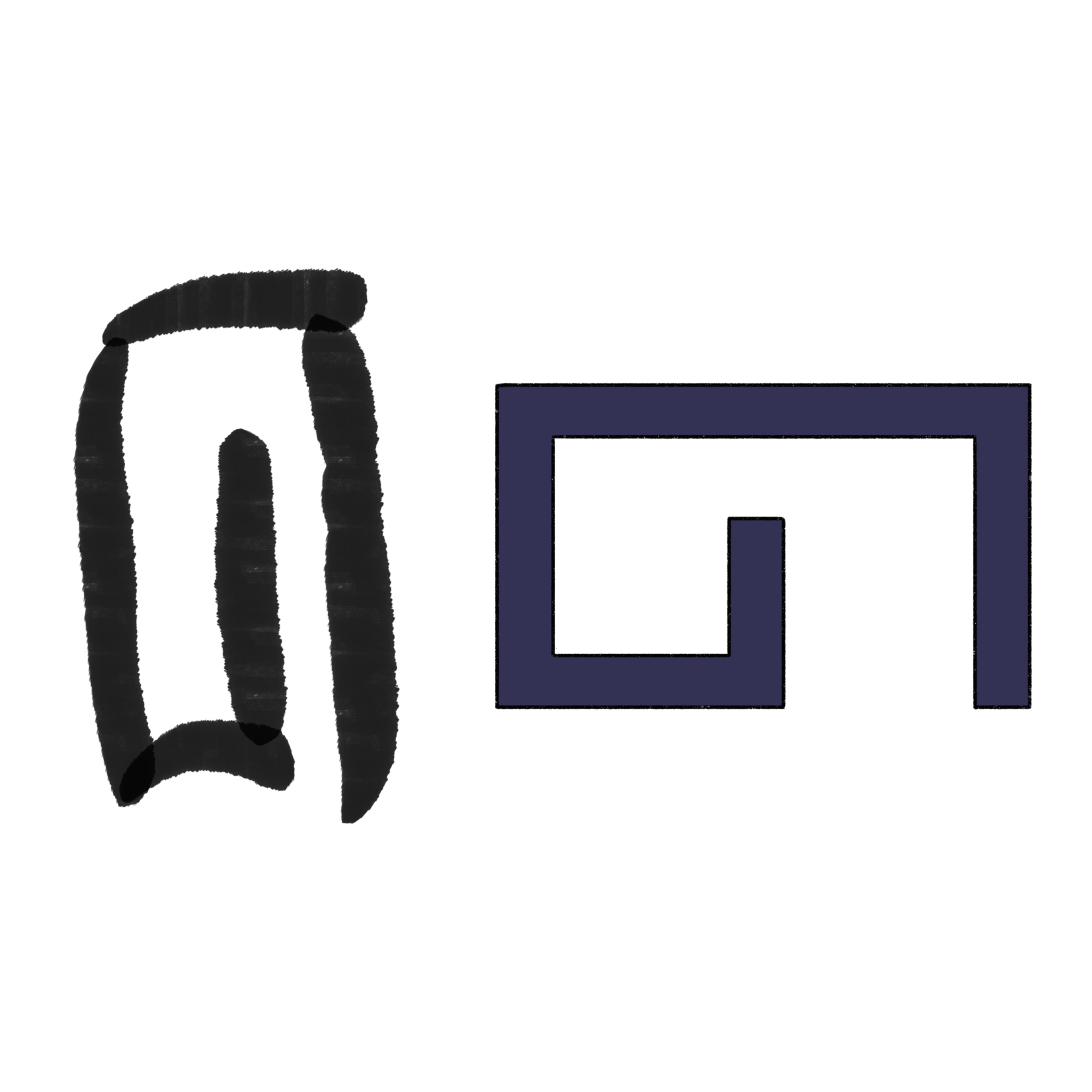
Version hiératique et hiéroglyphique

Pour les articles homonymes, voir Entrée.
L'entrée, en hiéroglyphes égyptiens, est classifiée dans la section O « Bâtiments, parties de bâtiments etc. » de la liste de Gardiner ; cet hiéroglyphe y est noté O4.

## Représentation
Il représente le plan d'une entrée de maison pensé pour offrir plus d'intimité dans l'espace à vivre. Il est translittéré h.

## Utilisation
| h · pr | / | h | Z1 · pr |

| h · pr | / | h | Z1 · pr |

d'où découle sa fonction en tant que phonogramme unilitère de valeur h.
O4 (ou aussi O1) semble avoir très probablement inspiré l'alphabet protosinaïtique pour le caractère d'où dérive la lettre B de l'alphabet latin.

## Exemples de mots
| A | h | w | G37 |

| A | h | w | G37 |

| h | i | i | A2 |

| h | i | i | A2 |

| U28 | h · y · N25 |

| U28 | h · y · N25 |